# Laurence Penry-Jones
Laurence David Penry-Jones (Londres, Inglaterra, 1977) es un actor británico conocido por su papel en la serie Doctors, donde da vida al Dr. Oliver Berg.

## Biografía
Hijo de los actores Peter Penry-Jones y Angela Thorne, Laurence estudió en Oxford.
Su hermano es el actor Rupert Penry-Jones. Su hermano Rupert está casado con la actriz Dervla Kirwan, con quien tiene dos hijos. Florence y Peter. 
El 23 de octubre de 2008 Laurence se casó con la actriz Polly Walker. El matrimonio ha tenido dos hijos: Giorgio, quien nació en 1994, y Delilah, quien nació en el año 2000.

## Carrera
En el 2001 interpretó al joven Peter Rhodes en la serie Midsomer Murders.
En el 2002 se unió al elenco de la serie Doctors donde interpretó al doctor Oliver Berg, hasta el 2003. Ese mismo año apareció en la miniserie The Forsyte Saga en la serie actúan los actores Damian Lewis e Ioan Gruffudd.
En el 2003 apareció en el primer episodio de la serie Keen Eddie, donde interpretó a Gil Hairdo junto a Mark Valley y Sienna Miller.
En el 2004 apareció en las series Waking the Dead y The Bill.
En el 2005 apareció como invitado en la serie Born and Bred.

## Filmografía

### Series de televisión
| Año         | Programa         | Personaje               | Notas                                                  |
| ----------- | ---------------- | ----------------------- | ------------------------------------------------------ |
| 2005        | Born and Bred    | Cyril Pilling           | episodio "Never Seek to Tell"                          |
| 2004        | The Bill         | Steve "Fletch" Fletcher | 5 episodios                                            |
| 2004        | Waking the Dead  | Adam Duke               | episodios "Shadowplay: Part 1 " y "Shadowplay: Part 2" |
| 2002 - 2003 | Doctors          | Dr. Oliver Berg         | 154 episodios                                          |
| 2003        | Keen Eddie       | Gil Hairdo              | episodio "Pilot: Eddie"                                |
| 2002        | The Forsyte Saga | Crum                    | miniserie                                              |
| 2001        | Midsomer Murders | Joven Peter Rhodes      | episodio "The Electric Vendetta"                       |

### Teatro
| Año  | Obra              | Personaje  | Director (a)    | Teatro          | Notas                                |
| ---- | ----------------- | ---------- | --------------- | --------------- | ------------------------------------ |
| 2006 | The Great Highway | Wanderer   | Wally Sutcliffe | -               | junto a Stephen Boxer y Adam Meggido |
| 2005 | Phaedra's Love    | Hippolytus | Anne Tipton     | Old Vic Theatre | junto a Diana Kent y Alexandra Moen  |